# Ромен (річка)
Роме́н (Роменка) — річка в Україні, в межах Конотопського та Роменського районів Сумської області, а також Бахмацького і Талалаївського районів Чернігівської області. Права притока Сули (басейн Дніпра).

## Опис
Довжина Ромена 121 км, площа басейну — 1 660 км². Долина трапецієподібна, завширшки 2,5—3 км. Заплава на всій протяжності двобічна, є торфовища. Річище випрямлене, подекуди обваловане, переважно каналізоване, є магістральним каналом осушувальної системи. Ширина річища до 12 м, глибина — від 1,5 до 2,5 м (під час повеней). Похил річки 0,28 м/км. Середня багаторічна витрата води р. Ромен (м. Ромни) становить 3,27 м³/с. Середньорічна мінералізація води становить близько 780 мг/дм³. Споруджено водосховище Ромен.

## Розташування
Ромен бере початок на північний схід від села Коновалів. Спершу тече на північний захід, далі поступово повертає на захід, південний захід і південь. Біля східної околиці смт Дмитрівки різко повертає на схід, у пониззі тече переважно на південний схід. Впадає до Сули на північно-східній околиці міста Ромен. 
У заплаві Ромена 1933 р. споруджено Роменську осушувальну систему для меліорації боліт та заболочених земель у заплавах річок Ромен і Торговиці; її загальна площа — 14,100 га. Вона забезпечує використання 11 900 га земель, у тому числі 2 000 га орних. 
На річці Ромен розташоване місто Ромни.
Річку перетинає автошлях P-60

## Притоки
- Ліві: Сухий Ромен, Жучиха.
- Річка без назви - ліва притока у Роменському й Бахмацькому районах Сумської й Чернігівської областей. Довжина річки 18 км, похил річки — 1,7 м/км. Площа басейну 60,9 км². Бере початок на північному сході від Плужникового. Тече переважно на північний захід через Дептівку і впадає у Ромен.[2]
- Праві: Торговиця, Малий Ромен, Голубівка, Басанка, Хвощова.